# Smetanovo náměstí (Litomyšl)

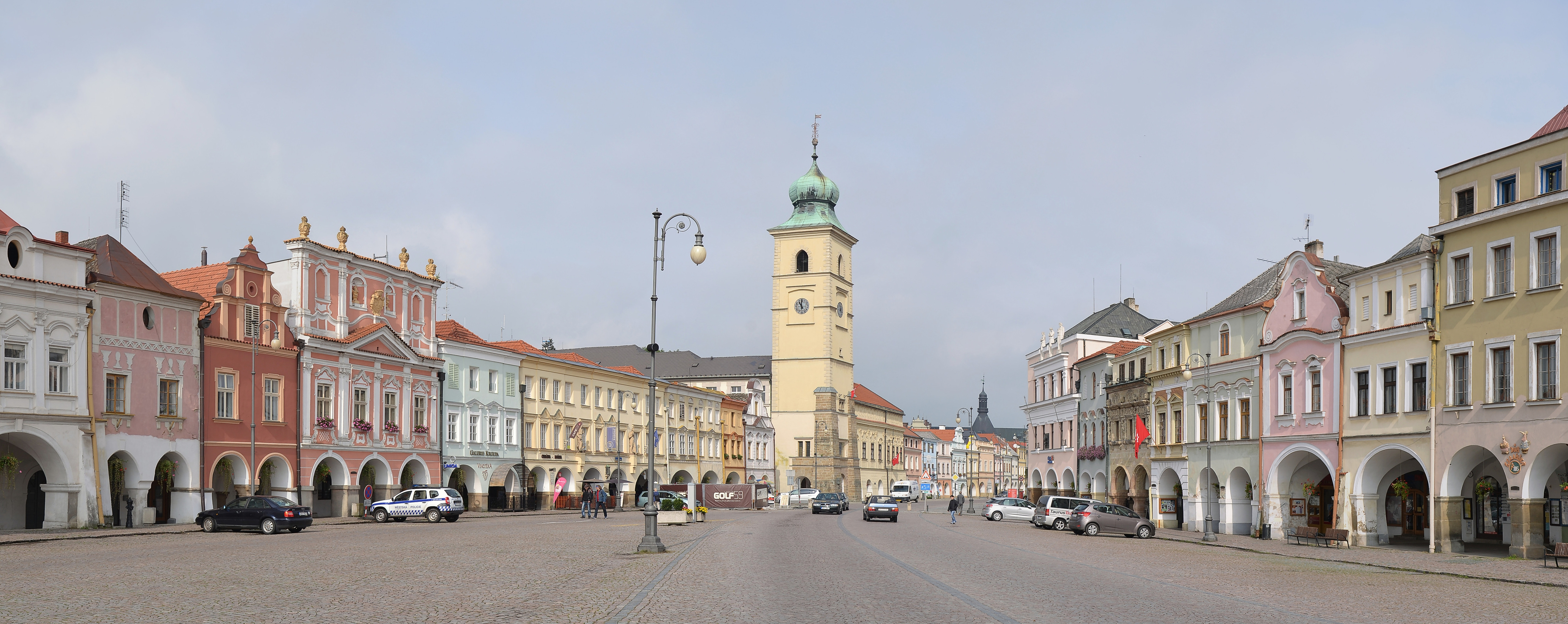
Pohled na náměstí směrem k radnici.

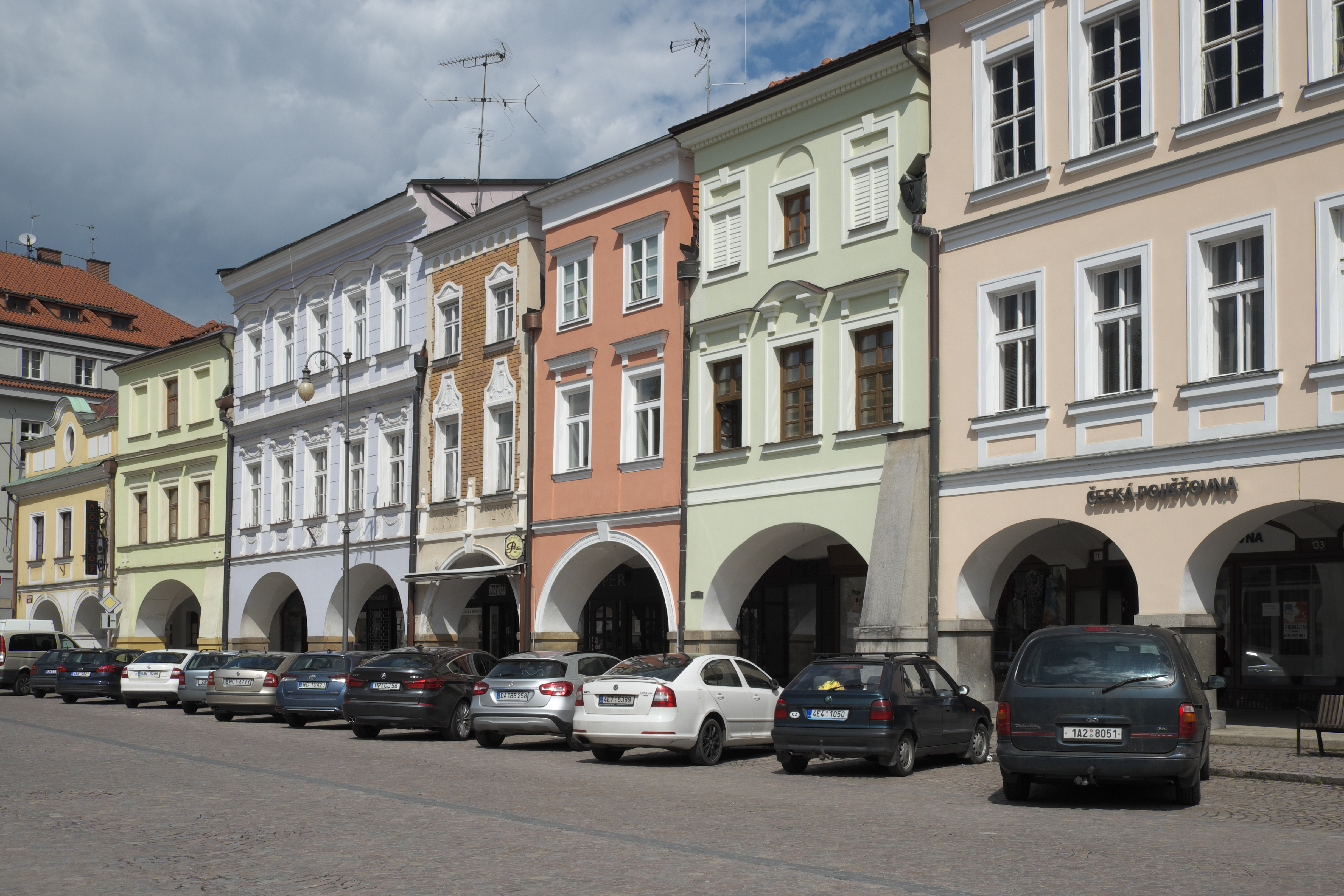
Podloubí u historických domů. Smetanovo náměstí má podloubí na obou stranách náměstí.

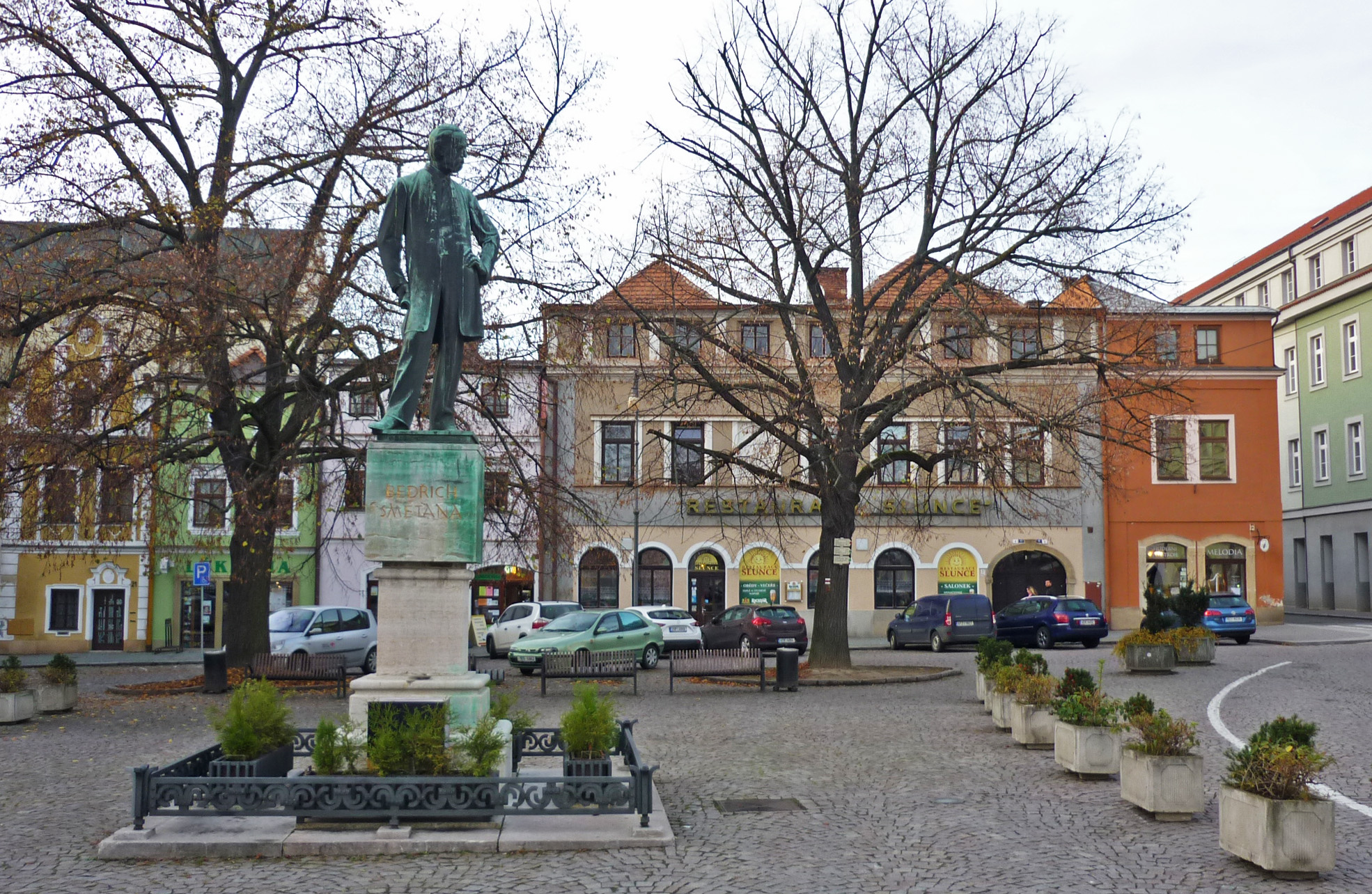
Socha Bedřicha Smetany v severní části náměstí.

Smetanovo náměstí se nachází v českém městě Litomyšl. Historické hlavní náměstí je podlouhlého tvaru, táhne se ve směru sever-jih a kopíruje směr toku nedaleké řeky Loučné. Jeho celková délka je 493 metrů a je třetím nejdelším náměstím v Česku.
Na náměstí se nachází v jeho severní části pomník Bedřicha Smetany a Mariánský sloup v jeho jižní části. Podél náměstí se nachází rozsáhlá podloubí.

## Budovy
Historické budovy jádra města Litomyšle se nacházejí právě okolo tohoto náměstí, stejně jako místní stará radnice, Dům U Rytířů, nebo Městská knihovna Litomyšl. Domy, které vznikaly podle náměstí, byly budovány jako gotické, později byly jejich průčelí pravidelně přestavovány, buď v souvislosti s úpravami jednotlivých domů nebo četnými požáry. Díky tomu tak má většina historických budov na litomyšlském náměstí fasády barokní nebo klasicistní. Poslední rozsáhlejší požár, který město postihl, se odehrál v době, kdy byl populárním stylem empír.

## Historie
Hlavní náměstí dřívějšího Dolního Města vzniklo spolu s vybudováním jádra Litomyšle. Vyvinulo se jako tržiště po délce tehdejší obchodní stezky. Jeho podoba přestála většinu tehdejších katastrof, jakými byly požáry apod. Domy byly pravidelně obnovovány, po požáru z roku 1560 byla zničena většina domů až na zhruba deset. V roce 1827 bylo náměstí vydlážděno.
V druhé polovině 20. století sloužilo náměstí pro prvomájové průvody a další politické manifestace komunistického režimu v tehdejším Československu. V roce 1990 bylo náměstí přejmenováno; namísto Klementa Gottwalda bylo pojmenováno po Bedřichu Smetanovi. Dřívější Smetanovo náměstí bylo přejmenováno na Komenského. Změna názvu byla možná nejen díky atmosféře, která zavládla po Sametové revoluci, ale především díky veřejné anketě, kterou iniciovala správa města.
V roce 1998 se uskutečnila rozsáhlá rekonstrukce náměstí, jejíž součástí byla úprava dlažby, umístění nových lamp a laviček. V roce 2019 zamýšlelo město Litomyšl provést další modernizaci náměstí, a to za přítomnosti architekta Adama Gebriana.

## Známé osobnosti
V místě dnešního Hotelu Hvězda v jižní části náměstí stával dům, ve kterém žila česká spisovatelka Božena Němcová. V domě č. 84 poté prožila závěr svého života. V domě s ev. č. 100 se narodil český malíř 19. století, Julius Mařák. V domech na litomyšlském náměstí žili i Alois Jirásek a Tereza Nováková. Rodný byt Bedřicha Smetany se nicméně na náměstí, které nese jeho jméno, nenachází.

## Názvy
Smetanovo náměstí v Litomyšli mělo v minulosti řadu různých názvů:
- Horní a Dolní náměstí (dvě oddělené)
- Viktoriaplatz
- Riegrovo náměstí
- Gottwaldovo náměstí (1948[8]–1990)
- Smetanovo náměstí (od roku 1990)[9]